# أليكسي لوسيف
أليكسي فيودور لوسيف (بالروسية: Алексе́й Фёдорович Ло́сев)، (23 سبتمبر 1893 - 24 مايو 1988)، كان فيلسوفًا وفقيهًا لُغويًا ومُتخصصًا بعلم الثقافة من روسيًا، وكان أحد أبرز الشخصيات في الفكر الفلسفي والديني الروسي في القرن العشرين.

## وصلات خارجية
- The Losev House, a library of Russian philosophy in Moscow